# Manauara Esporte Clube
O Manauara Esporte Clube, ou simplesmente Manauara, é um clube futebolístico brasileiro da cidade de Manaus, capital do estado do Amazonas. O clube foi fundado em 30 de novembro de 2020. Seu maior título foi o da segunda divisão estadual, em 2021. Atualmente, o clube disputa a primeira divisão do futebol amazonense e a Série D do Campeonato Brasileiro.

## História
O Manauara Esporte Clube foi fundado no dia 30 de Novembro de 2020, no bairro de Santo Antônio (Zona Oeste de Manaus) e idealizado pelo empresário do ramo da indústria Marcus Souza. Hoje, a sede do clube está endereçada na Rua Waldemar Jardim Maués, número 17, no bairro Cidade Nova, Zona Norte da cidade de Manaus.
Concebido já com um bom aporte econômico para os padrões do futebol amazonense, o clube recebeu aporte principal da empresa de saneantes Brinort, da qual seu idealizador é um dos sócios-proprietários. Além da Brinort, o Manauara contou com patrocínio também das empresas Samel, BMS Refeições, Dierberguer, PB Transportes, Aultamp e Tria Rótulos. Isso lhe concedeu potencial suficiente para sobrar na sua disputa do Campeonato Amazonense de Futebol de 2021 - Segunda Divisão.

### Segunda Divisão estadual de 2021
O clube se profissionalizou e teve como sua primeira competição oficial a Segunda Divisão do estadual, onde era o único clube estreante.. Sua estreia se deu contra o Tarumã, no jogo de abertuda do campeonato. Este jogo foi realizado no Estádio Carlos Zamith no dia 18 de Setembro de 2021.   A partida terminou com vitória do Manauara por 3 a 0. O primeiro gol da história do clube foi de Stefano.

#### A competição
Durante a fase regular ou classificatória da competição, o "Robô" sobrou, alcançando 14 pontos com 4 vitórias e 2 empates. Na fase semifinal o Manauara massacrou o Tarumã com goleadas de 10 a 1 e 4 a 1, somando 14 a 2 no agregado. Com o resultado, o "robô" garantiu sua vaga na elite em 2022, subindo de divisão já no seu ano de estreia.
O clube conquistou ao acesso e chegou à final para enfrentar o Operário, de Manacapuru. A decisão foi disputada em partida única na Arena da Amazônia, no dia 17 de Novembro. No tempo normal a partida não saiu do 0 a 0, o que levou à prorrogação. O placar só foi inaugurado no início do 2º tempo da prorrogação, em favor do adversário, cabendo ao atacante Abner empatar para o "robô" aos 9 minutos do mesmo tempo. O resultado terminou em 1 a 1, levando a partida para a decisão por pênaltis, onde o Manauara venceu por 4 a 2 e se sagrou campeão da Segunda Divisão de 2021. O destaque coube ao goleiro Gabriel, que defendeu duas cobranças na decisão por pênaltis. O clube levantou sua primeira taça cerca de 13 dias antes do seu primeiro aniversário.

### Estreia na Elite
Apesar de ser um clube novo, o Manauara vinha com um potencial diferente das agremiações tradicionais do futebol do estado, inclusive contanto com a passagem de um atleta de outro continente, o camaronês Arnol Maël Kandem, que teve duas passagens pela seleção sub-20 do seu país. Alguma expectativa havia em torno do clube em obter o sucesso de outras agremiações novéis do futebol baré.
A estreia do clube na Primeira Divisão ocorreu em 26 de Janeiro de 2022, no Estádio Municipal Carlos Zamith. O Manauara saiu na frente com Patrick Vieira marcando o 1º gol do "robô" na elite amazonense, aos 8 minutos do 1º tempo. O Amazonas empatou no 2º tempo e assim a partida se encerrou em 1 a 1. Durante a fase regular da competição o "robô" obteve uma campanha discreta, classificando-se para as Quartas de Final apenas em 6º lugar com 5 vitórias, 3 empates e 3 derrotas.
Nas Quartas de Final o Manauara encarou o Manaus FC, dono da 3ª melhor campanha da fase classificatória. O "robô" contrariou as expectativas e dificultou a vida do adversário que jogava por até por dois empates. Na primeira partida empatou em 1 a 1, com Matheus Sacramento abrindo o placar pro "robô". Na partida de volta, o Manauara abriu o placar novamente com Matheus Sacramento, aos 44 minutos do 1º tempo, em rebote de pênalti. A partida seguiu 1 a 0, a despeito do comando técnico ter decidido pelo time atuar na defesa por todo o 2º tempo. No final da partida, aos 45 minutos do 2º tempo, o time pagou o preço por ter recuado e acabou levando o empate em um gol de pênalti, com isso sendo eliminado. O clube ficou no 6º lugar da classificação geral.

### Primeiras temporadas
Depois de cair nas Quartas de Final e ser apenas o 6º colocado geral no Estadual de 2022, no Campeonato Amazonense de Futebol de 2023 o clube apresentou significativa melhora, se classificando na fase regular como 2º melhor colocado. Na fase de Quartas de Final duas vitórias simples sobre o Rio Negro (1x0 - 1x0) e a classificação inédita à Semifinal. Na fase Semifinal enfrentou o Princesa, e a despeito do adversário ter sido o 3º melhor colocado da fase regular, o "robô" desta vez não tomou conhecimento e fez um agregado de 6 a 1 (3x1 - 3x0), chegando à Final do Campeonato e assim garantindo vaga nas competições nacional de 2024. Na Final, em dois jogos disputados no Estádio Municipal Carlos Zamith, o Manauara acabou perdendo o título após empate em 0 a 0 e derrota por 0 a 1, para o Amazonas, encerrando sua 2ª participação no estadual como vice-campeão, além de fazer o artilheiro da competição (Iury Tanque, com 8 gols).
Em 2024 o clube fez sua estreia no cenário nacional, participando da Copa do Brasil e também da Copa Verde, competições onde, por conta do seu investimento, obteve resultados abaixo da expectativa, caindo em ambas ainda na 1ª fase. No estadual, foi o 3º colocado geral da somatória das fases regulares, mas pecou nas decisões: na Taça Rio Solimões (1º turno) caiu inesperadamente diante do São Raimundo (1x2) ainda na fase de Quartas de Final; no returno (Taça Rio Negro) a queda foi na Semifinal, diante do Parintins (1x2), tomando o gol da eliminação nos instantes finais da partida.

#### Polêmicas em 2024
Durante o 2º turno do Campeonato de 2024, Marcus Souza, presidente do clube, se envolveu em polêmica após se fazer presente no jogo Parintins x Rio Negro (em Rio Preto da Eva), que não chegou a ser encerrado por abandono do último depois deste estar perdendo por 7 a 0, o que em tese, foi feito para prejudicar a equipe do Parintins. O jogador Allefe, do Parintins, acusou Souza e outro componente da direção do Manauara de visitar o vestiário do Rio Negro, além disso, na própria sumula da partida foi relatada a presença inesperada e inadequada de Souza no vestiário da arbitragem. Dias depois o presidente foi punido com suspensão de 15 dias, pela visita ao vestiário da arbitragem. O TJD-AM também entendeu que o abandono da partida por parte do Rio Negro poderia influenciar diretamente na distribuição das vagas para o cenário nacional de 2025, já que Parintins e Manauara poderiam empatar em pontos na Classificação Geral, e o desempate sair no saldo de gols, o que acabou acontecendo e favorável ao Manauara. 
Após o fim da participação no campeonato e assegurar pelo 2º ano seguido uma das vagas do estado no Campeonato Brasileiro de Futebol - Série D de 2025, o clube divulgou nota oficial, assinada por Marcos Souza, alegando perseguição do Tribunal de Justiça Desportiva do Amazonas, afirmando que em caso não conquiste o acesso à Série C via Série D 2024, o clube encerrará suas atividades.

### Técnicos
- Alan George - Foi oficialmente o primeiro técnico do time de futebol profissional do Manauara, porém saiu após a disputa de apenas duas partidas pela Segunda Divisão de 2021, onde venceu as duas.[28] Voltou em 2024, onde comandou o clube durante o 2º turno do estadual, fazendo 6 jogos, vencendo 3, empatando 2 e perdendo 1, este último levando à eliminação do clube na Semifinal do returno e fechando a participação do clube no campeonato. Após a eliminação, George pediu demissão. Além disso, comandou o clube nas participações na Copa Verde e Copa do Brasil.[29]
- Aparecido de Souza "Kokan" - Assumiu como técnico interino na 3ª rodada da 2ª Divisão de 2021. Ficou a frente da equipe por três jogos, obtendo 1 vitória e 2 empates.[30]
- Oliveira Canindé - Assumiu na última rodada da fase regular da Segunda Divisão estadual de 2021 e comandando a equipe em 4 partidas, conquistou o título. Continuou no comando técnico até a 8ª rodada da fase regular da Primeira Divisão de 2022, onde estava com 3 vitórias, 3 empates e 2 derrotas.[31][30]
- João Carlos Cavalo - assumiu em 2022 após Oliveira Canindé receber propostas e deixar o clube. Cavalo comandou o Manauara no estadual de 2022 até a queda da equipe na fase de Quartas de Final. Seu retrospecto foi de 2 vitórias, 2 empates e 1 derrota.[32]
- Cristian Souza - comandou o clube em todo o estadual de 2023, onde acabou sendo vice-campeão. Como o clube disputava apenas o estadual, após o termino da competição, Cristian seguiu para outro clube. Seu retrospecto foi de 9 vitórias, 3 empates e 2 derrotas.[33]
- Humberto Targino "Dico Wolley" - Dirigiu o clube nas duas primeiras rodadas do estadual de 2024. Após dois resultados considerados bons (1 vitória e 1 empate), o técnico foi demitido sem maiores explicações.[34]
- Hugo Chacon - assumiu como técnico interino após a saída de Dico Wolley. Treinou a equipe nos 3 jogos restantes da fase regular e na fase de Quartas de Final do 1º turno, onde o clube foi eliminado.[35]
- Marcelo Vilar - Para sua estreia em Campeonatos Brasileiros, participando da Série D 2024, o "robô" apresentou Marcelo Vilar para o comando técnico.

## Categorias de Base
O primeiro jogo oficial do Manauara como equipe profissional foi válido pelo Campeonato Amazonense Sub-17, diante do Fast Clube no Estádio ULBRA/Fast, em 23 de Agosto de 2021. O Manauara foi derrotado por 2 a 1. O gol da equipe saiu aos 12 minutos do 2º tempo (empatando a partida até então), pelos pés do jovem Fabio Keulison.
| Categoria | Estreia | Temporadas | Melhor Campanha | Nota |
| --------- | ------- | ---------- | --------------- | --- |
| Sub17     | 2021    | 1          | 5º (2021)       | Após essa participação isolada, o clube se ausentou completamente de competições das Categorias de Base. |

## Futebol Feminino
Em 2024, visando participar pela primeira vez do Campeonato Amazonense de Futebol Feminino e assim expandir seu departamento de futebol, o "robô" realizou em seu Centro de Treinamentos uma seletiva para formar seu elenco para a disputa.

## Estrutura
O clube apresentou, no final de 2022, o projeto de seu Centro de Treinamentos, conhecido como "CT do Robô". A estrutura conta com dois campos de medidas oficiais mais um de tamanho reduzido. Além disso, conta com "quadra de areia, auditório, vestiários, piscina olímpica, a sede administrativa do clube e 20 apartamentos suíte, com capacidade para 40 pessoas". Essa estrutura está situada na Avenida Torquato Tapajós, bairro Novo Israel, em Manaus. A estrutura parcialmente concluída, já vem sendo utilizada, e recebeu por exemplo, o Santos, quando este esteve em Manaus para disputar uma partida pela Série B do Campeonato Brasileiro. É atualmente a maior estrutura para futebol profissional pertencente a um clube filiado à Federação Amazonense de Futebol e também entre clubes do Norte do Brasil.

## Títulos
| ESTADUAIS | ESTADUAIS                                          | ESTADUAIS | ESTADUAIS  |
|           | Competição                                         | Títulos   | Temporadas |
| --------- | -------------------------------------------------- | --------- | ---------- |
|           | Campeonato Amazonense de Futebol - Segunda Divisão | 1         | 2021       |

### Destaque
- Vice-campeão Amazonense de Futebol de 2023

## Estatísticas
|  | Participações em 2025 |

| Competição | Competição            | Temporadas | Melhor campanha     | Estreia | Última | P | R |
| Amazonas   | Campeonato Amazonense | 4          | Vice-campeão (2023) | 2022    | 2025   |   | – |
| Amazonas   | 2ª Divisão            | 1          | Campeão (2021)      | 2021    | 2021   | 1 |   |
|            | Copa Verde            | 1          | 1ª fase (2024)      | 2024    | 2024   |   |   |
| Brasil     | Série D               | 2          | 9º colocado (2024)  | 2024    | 2025   | – |   |
| Brasil     | Copa do Brasil        | 1          | 1ª fase (2024)      | 2024    | 2024   |   |   |

## Símbolos

### Nome
O nome do clube é propriamente o gentílico de quem nasce em Manaus, ou seja: Manauara. Nas palavras de seu idealizador, Marcus Souza, o clube "foi criado para valorizar o povo da terra".

### Escudo

Primeiro escudo do clube.

O escudo do clube originalmente compreendia a uma engrenagem branca de bordas pretas, em seu interior há um círculo branca de borda laranja. Dentro do círculo temos a letra "M" de cor preta e borda alaranjada, representando o nome do clube. Acima da engrenagem se observava três estrelas de cor laranja e bordas pretas, que representam "indústria, comércio e serviço". No final de 2023 o clube apresentou mudanças no distintivo, adicionando um circulo alaranjado acima do circulo branco com a letra M. Neste círculo está o nome completo do clube, em cor branca, e na parte inferior as três estrelas, também em cor branca, agora internalizadas, que significam as bandeiras carregadas pelos fundadores. Também foi adicionado um outro círculo, branco de larga borda alaranjada, acima da engrenagem, tornando o escudo agora completamente circular.

### Cores
As cores oficiais do clube são o preto, o laranja e o branco, presentes em seu escudo e utilizadas em seus uniformes.

### Uniformes
2021 e 2022
- 1º uniforme - Camisa branca, com faixa laranja rabiscada de preto na altura do escudo. Essa faixa se bifurca, indo uma parte em direção ao ombro e outra em direção à axila, formando um Y deitado. Utilizava-se numeração preta;
- 2º uniforme - Camisa preta, com faixa laranja na altura no escudo, que se bifurca em direção à axila e ombro direitos. Combina-se com calção preto e meião preto. Utilizava-se numeração laranja;
- 3º uniforme - Camisa laranja, com faixa preta na altura do escudo, que se bifurca em direção à axila e ombro direitos. Combina-se com calção preto e meião preto. Utilizava-se numeração preta;
- Goleiros - Combinação completa em cor verde alternada com combinação completa de cor azul.

2023
- 1º uniforme - Camisa laranja com grandes faixas transversais pretas combinada a calções pretos e meiões pretos. Numeração de cor laranja no calção e preta de borda laranja na camisa;
- 2º e 3º uniformes - Reaproveitou-se os o 2º e 3º uniforme de 2022;
- Goleiros - Combinação completa em cor cinza, com numeração e outros detalhes em cor preta.

2024
- 1º uniforme - Majoritariamente de cor laranja com detalhes pretos, combinando com meiões brancos. A numeração em cor preta;
- 2º uniforme - Completamente branco, com alguns detalhes em laranja e preto, com a inscrição da numeração em cor preta.

| Ano         | Competição       | Fornecedor |
| ----------- | ---------------- | ---------- |
| 2021 a 2023 | Estadual         | SJ Sports  |
| 2024        | Estadual Série D | Scoring    |

### Mascote

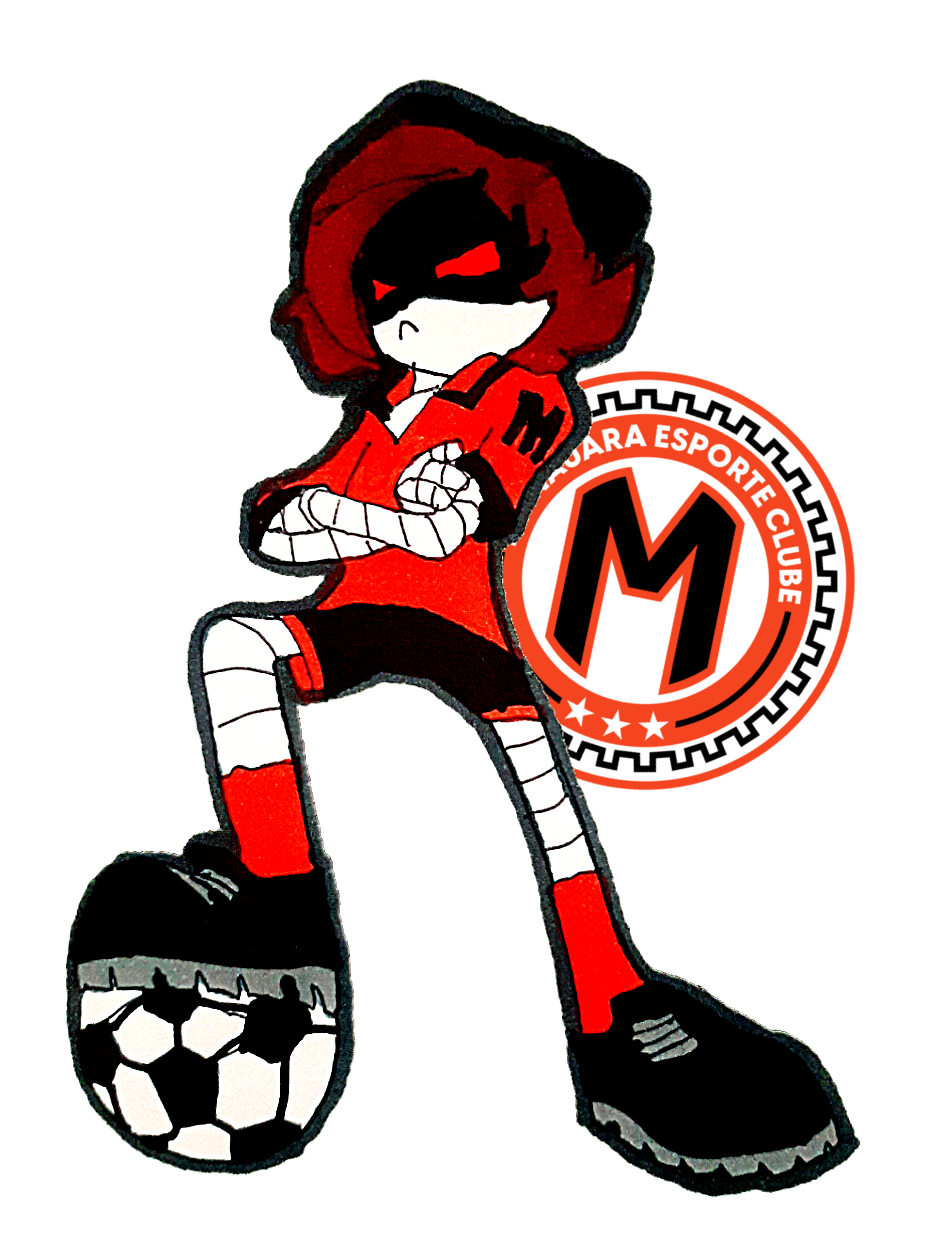
Mascote do Clube

O mascote adotado pelo clube em sua fundação foi o robô, simbolizando seu berço industriário. O clube tem essa ligação com a indústria por conta de seu presidente, Marcus Paulo de Souza, que é do ramo.

## Redes Sociais
- Conta oficial do clube no Instagram.
- Conta oficial do clube no Facebook.
- Conta oficial do clube no Twitter.

## Ligações Externas
- O Centro de Treinamentos visto pelo Google Maps